# DBZ

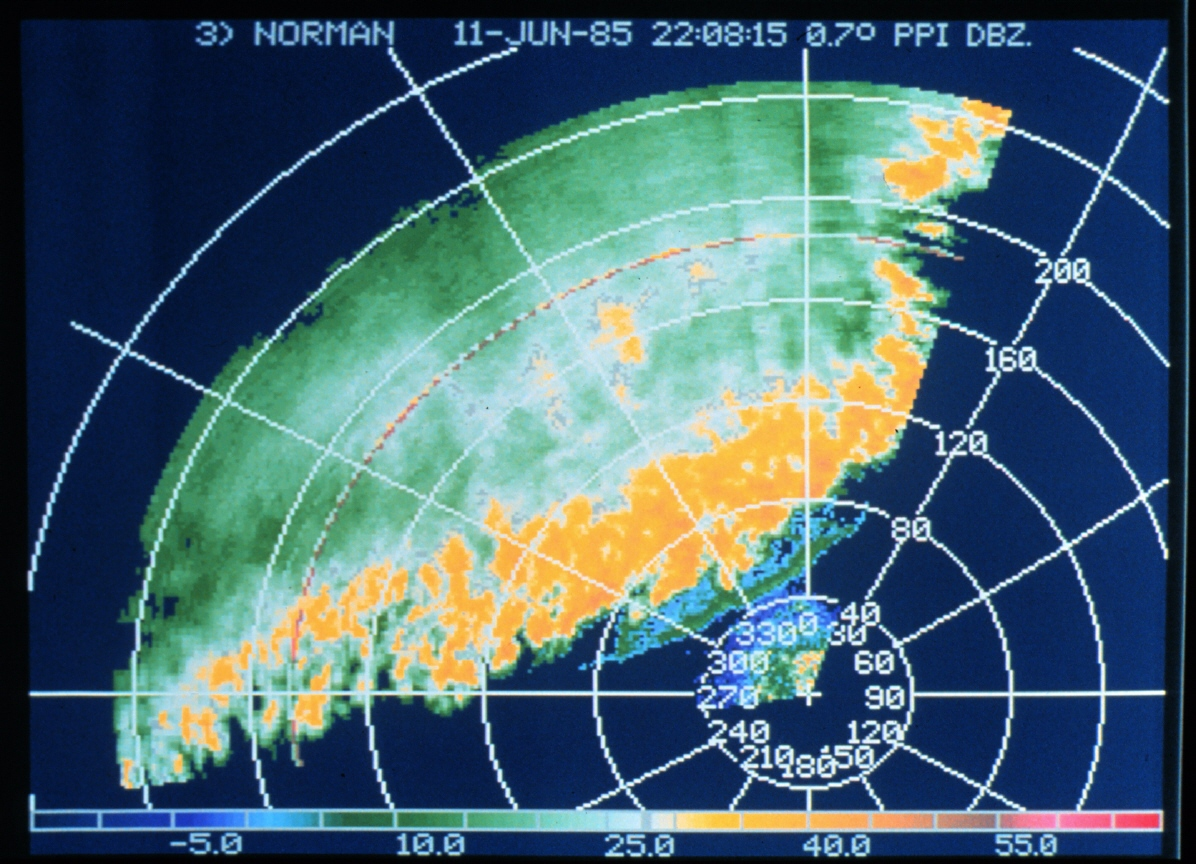
Obraz z radaru meteorologicznego w skali dBZ

dBZ – logarytmiczna jednostka miary współczynnika odbicia sygnału radaru od obiektu odniesiona do wielkości Z, zwanej odbiciowością. Z jest wielkością bezpośrednio mierzoną przez radar, jej wartość jest proporcjonalna do iloczynu liczby kropel w jednostce objętości i szóstej potęgi średnic kropel, przez co nadaje się jej jednostkę mm6/m³. Ponieważ odbiciowość radarowa Z zmienia się w bardzo szerokim zakresie, a przy tym błędy jej pomiaru są znaczne, stosuje się skalę logarytmiczną i wyraża w dBZ.
{\displaystyle dBZ\propto 10\,\log _{10}{\frac {Z}{Z_{0}}}}
gdzie Z0 jest parametrem radaru i oznacza współczynnik odbicia dla kropel o średnicy 1 mm.
Odbiciowość chmur zależy od ilości, typu i wielkości hydrometeorów (tj. deszczu, śniegu itp.) znajdujących się w chmurze. Mała ilość dużych hydrometeorów i duża ilość małych dają sygnał odbiciowy o takiej samej wartości. Meteorolog może je rozróżnić na podstawie innych danych (polaryzacja, przesunięcie fazowe) i znajomości lokalnych warunków pogodowych.
Wartości dBZ mogą być przetworzone na natężenie opadów (R) zgodnie ze wzorem:
{\displaystyle R\left({\frac {\mathrm {mm} }{\mathrm {h} }}\right)=\left({\frac {10^{(dBZ/10)}}{200}}\right)^{\frac {5}{8}}.}
Inne postacie tego wzoru:
{\displaystyle Z=200R^{1{,}6}} – dla deszczu (zależność Marshala i Palmera z lat 40. XX wieku),
{\displaystyle Z=2000R^{2}} – dla śniegu (zależność Gunna i Marshala).
Zgodnie z pierwszym wzorem natężenie opadu w zależności od dBZ przyjmuje wartości:
| dBZ | R [mm/h] | Opis                      |
| --- | -------- | ------------------------- |
| 5   | 0,07     | praktycznie niewyczuwalny |
| 10  | 0,15     | praktycznie niewyczuwalny |
| 15  | 0,3      | słaby                     |
| 20  | 0,6      | słaby                     |
| 25  | 1,3      | słaby                     |
| 30  | 2,7      | średni                    |
| 35  | 5,6      | średni                    |
| 40  | 11,5     | silny                     |
| 45  | 23,7     | bardzo silny              |
| 50  | 48,7     | intensywny                |
| 55  | 100      | Ekstremalny               |
| 60  | 205      | Ekstremalny               |
| 65  | 225      | Ekstremalny (grad)        |